# Perditorulus insternatus
Perditorulus insternatus är en stekelart som beskrevs av Christer Hansson 1996. Perditorulus insternatus ingår i släktet Perditorulus och familjen finglanssteklar.
Artens utbredningsområde är Belize. Inga underarter finns listade i Catalogue of Life.